# 常袞
常袞（729年—783年），字夷甫，京兆（今陝西西安）人，唐代官員。

## 生平
先世為新丰（今陕西临潼）常氏，曾祖常毅，司農卿常皆之弟。唐玄宗開元十七年（729年）出生，清儉自賢。天寶十四年（755年）乙未科狀元，由太子正字授補闕起居郎。寶應二年（763年），爲翰林學士。廣德二年（764年），常袞與大興善寺不空譯經。永泰元年（765年）授中書舍人。宦官鱼朝恩恃宠专权，群臣競相邀宠，唯袞不畏朝恩，常袞上言：“成均之任，當用名儒，不宜以宦者領之。”大曆十二年（777年）拜門下侍郎、同平章事，與楊綰並掌機務，同年楊綰去世。常袞為人耿介孤僻，虽杜绝贿赂，但升降多失其人。京師有流言：“常分別，元好錢。賢者愚，愚者賢。”大曆十四年（779年）唐德宗继位，崔祐甫因唐代宗的喪制與常袞发生争执，常袞將崔祐甫貶為河南少尹，並私代郭子儀和朱泚二人署名上奏，而郭、朱二人入朝時則认为不該贬谪崔祐甫。德宗聞知大怒，遂以“欺罔”罪貶常袞爲潮州（今广东潮安县）刺史。建中元年（780年）为福建观察使，在福建设乡校，提倡教育，造就欧阳詹、徐晦等士子。建中四年（783年）正月廿九日卒於福州任上，同年八月葬于長安昭应县細柳原先塋。

## 家族
- 曾祖常毅，杞王府司馬。
- 祖父常楚珪，慶王文學，贈兵部尚書。
- 父亲常無爲，三原县丞，贈太子太保。
- 伯父常無名，礼部员外郎。
- 叔父常無欲
- 叔父常無求
- 兄常皆，司農卿。
- 弟常裒，遂州司馬。

## 延伸阅读
[在维基数据编辑]
 在维基文库阅读此作者作品
 《舊唐書/卷119》，出自刘昫《舊唐書》
 《新唐書·卷150》，出自《新唐書》